# Paraje Oluca
Paraje Oluca är en ort i Mexiko.   Den ligger i kommunen Milpa Alta och delstaten Distrito Federal, i den sydöstra delen av landet, 26 km söder om huvudstaden Mexico City. Paraje Oluca ligger 2 761 meter över havet och antalet invånare är 445.
Terrängen runt Paraje Oluca är lite bergig, och sluttar norrut. Runt Paraje Oluca är det mycket tätbefolkat, med 2 431 invånare per kvadratkilometer. Närmaste större samhälle är Iztapalapa, 18,7 km norr om Paraje Oluca. I omgivningarna runt Paraje Oluca växer huvudsakligen savannskog.